# IAAF World Athletics Tour
Die IAAF World Athletics Tour war ein von 2006 bis 2009 bestehender Zusammenschluss der bedeutendsten Leichtathletikmeetings der Welt unter der Führung der IAAF.
Zur IAAF World Athletics Tour gehörten die sechs Meetings der IAAF Golden League, die sechs Sportfeste des IAAF Super Grand Prix, sowie zwölf weitere internationale und 26 nationale Meetings.
Bei den Meetings können Punkte für das Finale gesammelt werden. Dieses fand 2006 bis 2008 im Gottlieb-Daimler-Stadion in Stuttgart statt. 2009 fand es im Kaftanzoglio-Stadion in Thessaloniki zum letzten Mal statt. Ein weiteres in Deutschland stattfindendes Sportfest der IAAF World Athletics Tour war das ISTAF in Berlin.